# Karl Puth
Karl Puth (* 9. März 1891 in Pichelsdorf; † 21. Oktober 1955 in Potsdam) war ein deutscher Kameramann.

## Leben
Er ließ sich zum Koch ausbilden und absolvierte eine kaufmännische Lehre, wurde aber schließlich Fotograf. Nach Kriegsteilnahme im Ersten Weltkrieg begann er bei Joe Mays Produktionsfirma May-Film 1919 als Kameraassistent.
Seit 1922 arbeitete er als Chefkameramann zunächst für May, bald aber für die unterschiedlichsten Auftraggeber. Mitte der 20er Jahre galt er als Spezialist für das Schüfftan-Verfahren. Gelegentlich war er auch im Ausland tätig, seinen ersten Tonfilm White Cargo drehte er 1928/29 in Großbritannien.
Im Dritten Reich blieb Puth weiterhin aktiv und wurde für einige repräsentative Aufgaben herangezogen, unter anderem war er für Zusatz- und Massenszenen in dem Propagandafilm Ohm Krüger (1941) verantwortlich. Nach Kriegsende konnte er erst ab 1953 in den Diensten der DEFA seinen Beruf fortsetzen.

## Filmografie
- 1921: Das indische Grabmal (2 Teile, zweite Kamera)
- 1922: Scheine des Todes
- 1923: Tragödie der Liebe
- 1923: Die grüne Manuela
- 1923: Im Namen des Königs
- 1924: Carlos und Elisabeth
- 1926: Dagfin
- 1926: Mit dem Auto ins Morgenland
- 1927: Der Meister von Nürnberg
- 1927: Der Anwalt des Herzens
- 1927: Orientexpress
- 1928: Angst
- 1928: Die Sandgräfin
- 1929: Mutterliebe
- 1929: Kitty
- 1929: White Cargo
- 1930: Fundvogel
- 1931: Das verlorene Paradies
- 1931: Die verliebte Firma
- 1931: Der wahre Jakob
- 1931: Kopfüber ins Glück
- 1931: Dann schon lieber Lebertran
- 1931: Meine Frau, die Hochstaplerin
- 1932: Ich bleib bei Dir
- 1932: Der falsche Tenor
- 1932: Wäsche – Waschen – Wohlergehen
- 1932: Held wider Willen
- 1932: Na wunderbar
- 1932: Der alte Gauner (A Vén gazember)
- 1932: Wie kommen die Löcher in den Käse?
- 1932: Wer zahlt heute noch?
- 1933: Abenteuer am Lido
- 1933: Der Stern von Valencia
- 1933: …und es leuchtet die Puszta
- 1933: Der Zarewitsch
- 1934: Mutter und Kind
- 1934: Der Herr Senator. Die fliegende Ahnfrau
- 1934: Die Sporck’schen Jäger
- 1934: Der alte und der junge König
- 1935: Der Ammenkönig
- 1936: Stadt Anatol
- 1936: Der Abenteurer von Paris
- 1936: August der Starke
- 1936: Gleisdreieck
- 1937: Ein Volksfeind
- 1938: Der unmögliche Herr Pitt
- 1938: Frau Sylvelin
- 1938: Die Nacht der Entscheidung
- 1938: Liebesbriefe aus dem Engadin
- 1939: Eine Frau wie Du
- 1939: Die barmherzige Lüge
- 1940: Der Herr im Haus
- 1940: Leidenschaft
- 1940/53: Gesprengte Gitter
- 1941: Ohm Krüger (Außenaufnahmen)
- 1941: Das himmelblaue Abendkleid
- 1943: Zwei glückliche Menschen
- 1953: Zeltbau
- 1953: Anlegen von Kochstellen
- 1954: Gefährliche Fracht
- 1955: Sommerliebe
- 1955: Star mit fremden Federn (Innenaufnahmen)